# Zamzam Mohamed Farah
Zamzam Mohamed Farah   (Mogadiscio, 19 de març de 1991) fou una atleta femenina de velocitat somali.
Fou un dels dos atletes somalis als Jocs Olímpics d'Estiu de 2012. Participà a la prova de 400 metres llisos. A més, fou banderer de Somàlia a la cerimònia inaugural. Amb un temps de 1:20.48 segons, fou l'atleta més lenta de la prova.
Va rebre diverses amenaces de mort pel fet de participar en els Jocs essent dona.